# خولیو کوزی
خولیو کوزی (اسپانیایی: Julio Cozzi‎؛ ۱۴ ژوئیهٔ ۱۹۲۲ – ۲۵ سپتامبر ۲۰۱۱) بازیکن فوتبال اهل آرژانتین بود.

## باشگاهی
از باشگاه‌هایی که در آن بازی کرده‌است می‌توان به باشگاه اتلتیکو ایندپندینته و باشگاه فوتبال بانفیلد اشاره کرد.

## تیم ملی
وی همچنین در تیم ملی فوتبال آرژانتین بازی کرده‌است.